# 2. deild Wysp Owczych (1985)
W roku 1985 odbyła się 42. edycja 2. deild Wysp Owczych – drugiej ligi piłki nożnej Wysp Owczych. W rozgrywkach brało udział 8 klubów z całego archipelagu. Klub z pierwszego miejsca awansował do 1. deild. W sezonie 1985 był to B36 Tórshavn. Klub z ostatniego miejsca spadał do 3. deild, a w roku 1984 był to Fram Tórshavn.

## Uczestnicy
| Uczestnicy 2. deild Wysp Owczych 1984                                                                         | Uczestnicy 2. deild Wysp Owczych 1984 | Uczestnicy 2. deild Wysp Owczych 1984 | Uczestnicy 2. deild Wysp Owczych 1984 |
| --- | ------------------------------------- | ------------------------------------- | ------------------------------------- |
| Royn | Royn Hvalba                           | 2                                     |                                       |
| HBII | HB II Tórshavn                        | 3                                     |                                       |
| SÍS | SÍ Sumba                              | 4                                     |                                       |
| SÍF | SÍF Sandavágur                        | 5                                     |                                       |
| MB | MB Miðvágur                           | 6                                     |                                       |
| Fram | Fram Tórshavn                         | 7                                     |                                       |
| Spadek z 1. deild Wysp Owczych 1984                                                                           |                                       |                                       |                                       |
| B36 | B36 Tórshavn                          | 8                                     |                                       |
| Awans z 3. deild Wysp Owczych 1984                                                                            |                                       |                                       |                                       |
| VB | VB Vágur                              | 1                                     |                                       |
| Oznaczenia: - kolumna pierwsza – skróty nazw drużyn, - kolumna trzecia – miejsce zajęte w poprzednim sezonie. |                                       |                                       |                                       |

## Tabela ligowa
| Lp. | Drużyna              | M  | Z  | R | P  | Bramki | Bramki | Różn. | Pkt | Uwagi              |
| --- | -------------------- | -- | -- | - | -- | ------ | ------ | ----- | --- | ------------------ |
| 1   | B36 Tórshavn (M) (A) | 14 | 10 | 2 | 2  | 35     | 11     | +24   | 22  | Awans do 1. deild  |
| 2   | Royn Hvalba          | 14 | 8  | 2 | 4  | 35     | 20     | +15   | 18  |                    |
| 3   | VB Vágur             | 14 | 7  | 3 | 4  | 25     | 27     | −2    | 17  |                    |
| 4   | SÍF Sandavágur       | 14 | 8  | 0 | 6  | 43     | 29     | +14   | 16  |                    |
| 5   | MB Miðvágur          | 14 | 6  | 4 | 4  | 25     | 17     | +8    | 16  |                    |
| 6   | HB II Tórshavn       | 14 | 5  | 2 | 7  | 21     | 36     | −15   | 12  |                    |
| 7   | SÍ Sumba             | 14 | 3  | 1 | 10 | 18     | 47     | −29   | 7   |                    |
| 8   | Fram Tórshavn (S)    | 14 | 1  | 2 | 11 | 9      | 24     | −15   | 4   | Spadek do 3. deild |